# Matrosowka
Matrosowka (ros. Матросовка; dawn. niem. Gilgestrom) – rzeka w Rosji, w północnej części obwodu królewieckiego, południowe ramię ujściowe Niemna (obok Rusnė). Ma swój początek ok. 48 km od ujścia Niemna, a uchodzi do Zalewu Kurońskiego czterema ujściami (Matrosowka, Towarnaja, Chlebnaja i Rybnaja), tworząc niewielką deltę. Poprzez Kanał Polesski Matrosowka łączy się z rzeką Dejmą.